# Parafia św. Mikołaja w Lisewie Malborskim
Parafia św. Mikołaja w Lisewie Malborskim – parafia rzymskokatolicka w diecezji elbląskiej. Parafia erygowana ok. 1310 roku, reerygowana 15 czerwca 1979 roku przez biskupa gdańskiego Lecha Kaczmarka przez wydzielenie z parafii Matki Bożej Wniebowzięcia w Kończewicach.

## Zasięg parafii
Do parafii należą wierni z miejscowość Lisewo Malborskie wraz z pobliskim osiedlem rolnym Lisewo V. Tereny te znajdują się w gminie Lichnowy, w powiecie malborskim, w województwie pomorskim.

## Proboszczowie
| imię i nazwisko                                             | daty urzędowania |
| ----------------------------------------------------------- | ---------------- |
| ks. kan. Bogdan Pałubicki (od 1971 roku wikariusz ekspozyt) | 1979–2012        |
| ks. Andrzej Jaździewski                                     | 2012–2019        |
| ks. Radomir Sebunia                                         | od 2019          |